# オーロラCキナーゼ
オーロラCキナーゼまたはオーロラキナーゼC（オーロラC、英: Aurora kinase C、Aurora C）は、ヒトではAURKC遺伝子にコードされる酵素であり、Serine/threonine-protein kinase 13という名称でも知られる。

## 機能
オーロラCは、オーロラA、オーロラBとともに、セリン/スレオニンキナーゼの高度に保存されたサブファミリーの1つであるオーロラキナーゼサブファミリーを構成する。オーロラCはオーロラBやINCENPとともに複合体を形成する染色体パッセンジャータンパク質（chromosomal passenger protein）であり、有糸分裂時の中心体/紡錘体機能と関連した微小管組織化に関与している可能性がある。AURKC遺伝子はいくつかのがん細胞株で過剰発現しており、発がん性シグナル伝達に関与していることが示唆される。
有糸分裂細胞におけるG2期から細胞質分裂にかけてのオーロラキナーゼの時間的発現パターンや細胞内局在は、有糸分裂や減数分裂期の構造体との関係を示唆している。オーロラキナーゼは酵母には1種類、そしてCaenorhabditis elegansやショウジョウバエには2種類、哺乳類には3種類存在する。3種類のキナーゼの触媒ドメインの相同性は67–76%であり、いずれも細胞周期によって調節された形で発現する。
オーロラCは有糸分裂後期から細胞質分裂にかけて、中心体、続いてスピンドルミッドゾーン（spindle midzone）に局在する。ヒト二倍体線維芽細胞における発現はオーロラBよりも一桁小さい。オーロラBとオーロラCのmRNAとタンパク質の濃度はともにG2/M期にピークに達するものの、オーロラCはオーロラBよりもM期の遅い段階でピークに達する。オーロラA、Bは有糸分裂を行う体細胞に発現しているものの、オーロラCは減数分裂時（精子形成や卵形成）に発現していることが多い。
オーロラBはキネトコアの成熟、不適切なキネトコア-微小管接着の不安定化、紡錘体チェックポイント（SAC）、中央紡錘体の組織化、細胞質分裂を調節しているが、オーロラBとオーロラCを独立かつ同時に阻害することで染色体異数性が引き起こされる。オーロラBとオーロラCは重複する機能を有しており、オーロラCはオーロラB欠損細胞の異数性をレスキューすることが明らかにされている。

## 臨床的意義
オーロラCの発現は一般的に減数分裂細胞に限定されているが、一部のがん細胞株では過剰発現が生じている。AURKCの発現調節機構として最も研究されているのは、転写リプレッサーPLZF、そしてCpGアイランドのメチル化を介した機構である。3種類のオーロラキナーゼはいずれも多くのがん細胞株で過剰発現しているが、がん化活性を有するのはオーロラAとCのみであり、過剰発現した際には多核細胞、そしてin vivoでは腫瘍が生み出される。オーロラCを過剰発現している細胞において、SACの活性化のためにノコダゾール処理を行うと、オーロラC過剰発現の影響を受けてオーロラBタンパク質の安定性と活性が低下する。その結果、SAC関連タンパク質BubR1の活性化や、ヒストンH3、MCAKのリン酸化が阻害される。
オーロラCの不活化変異は男性不妊の原因となることが示されており、頭部が大きく複数の鞭毛を有する精子の形成が特徴となる。AURKC遺伝子のc.144delC変異は、原因不明の造精機能障害のモロッコ人男性に2.14%のアレル頻度でホモ接合型またはヘテロ接合型として存在することが報告されている。正常な造精機能を有する男性におけるc.144delCのアレル頻度は1%であり、すべてヘテロ接合型であった。AURKCの変異型アレルの85.5%を占めるc.144delCを有するのは大部分が北アフリカ系であるが、ナンセンス変異p.Y248*（変異型アレルの13%）はヨーロッパ人男性とアフリカ人男性の双方に存在し、不妊の原因となっている。不妊男性に対して行われる最も一般的な遺伝子検査はクラインフェルター症候群やY染色体微小欠失の検査であるが、北アフリカ系男性においてはAURKCやDPY19L2の欠陥が不妊の主な原因となっている。

## 相互作用
オーロラBとオーロラCはどちらもINCENPのC末端の保存されたIN-boxドメインと相互作用するが、オーロラBが優先的にINCENPと結合する。染色体分離に必要不可欠な染色体パッセンジャー複合体（chromosomal passenger complex）は、オーロラキナーゼ、INCENP、サバイビン、ボレアリン（dasra）の4つのサブユニットから構成される。オーロラBとオーロラCのin vivoでの共発現は、両者のINCENPへの結合、局在、安定性に干渉することとなる。

## 関連文献
- “The Aurora kinases: role in cell transformation and tumorigenesis”. Cancer and Metastasis Reviews 22 (4):  451–64. (December 2003). doi:10.1023/A:1023789416385. PMID 12884918.
- “Protein kinase profile of sperm and eggs: cloning and characterization of two novel testis-specific protein kinases (AIE1, AIE2) related to yeast and fly chromosome segregation regulators”. DNA and Cell Biology 17 (10):  823–33. (October 1998). doi:10.1089/dna.1998.17.823. PMID 9809744.
- “Cell cycle-dependent expression and centrosome localization of a third human aurora/Ipl1-related protein kinase, AIK3”. The Journal of Biological Chemistry 274 (11):  7334–40. (March 1999). doi:10.1074/jbc.274.11.7334. PMID 10066797.
- “Inferring nonneutral evolution from human-chimp-mouse orthologous gene trios”. Science 302 (5652):  1960–3. (December 2003). Bibcode: 2003Sci...302.1960C. doi:10.1126/science.1088821. PMID 14671302.
- “Direct association with inner centromere protein (INCENP) activates the novel chromosomal passenger protein, Aurora-C”. The Journal of Biological Chemistry 279 (45):  47201–11. (November 2004). doi:10.1074/jbc.M403029200. PMID 15316025.
- “Aurora-C kinase is a novel chromosomal passenger protein that can complement Aurora-B kinase function in mitotic cells”. Cell Motility and the Cytoskeleton 59 (4):  249–63. (December 2004). doi:10.1002/cm.20039. PMID 15499654.
- “Cloning and characterization of a novel human Aurora C splicing variant”. Biochemical and Biophysical Research Communications 328 (1):  353–61. (March 2005). doi:10.1016/j.bbrc.2004.12.168. PMID 15670791.
- “Overexpression of an Aurora-C kinase-deficient mutant disrupts the Aurora-B/INCENP complex and induces polyploidy”. Journal of Biomedical Science 12 (2):  297–310. (2005). doi:10.1007/s11373-005-0980-0. PMID 15917996.
- “Aurora C is directly associated with Survivin and required for cytokinesis”. Genes to Cells 10 (6):  617–26. (June 2005). doi:10.1111/j.1365-2443.2005.00863.x. PMID 15938719.
- “The absence of p53 aggravates polyploidy and centrosome number abnormality induced by Aurora-C overexpression”. Cell Cycle 4 (12):  1783–7. (December 2005). doi:10.4161/cc.4.12.2172. PMID 16258285.
- “Homozygous mutation of AURKC yields large-headed polyploid spermatozoa and causes male infertility”. Nature Genetics 39 (5):  661–5. (May 2007). doi:10.1038/ng2027. PMID 17435757.